# Рушити, Фериде
Фериде Рушити (род. 1970) — косовская активистка, директриса «Косовского центра реабилитации жертв пыток» (Kosovo Center for the Rehabilitation of Torture Survivors, QKRMT) и одна из первых правозащитниц в Косово. 23 марта 2018 года Рушити получила Международную женскую награду за отвагу.
Она закончила обучение в 1997 году на медицинском факультете в Тиране, Албания, специализировалась на гастроэнтерологии.
После войны в Косово 1998—1999 годов Рушити организовала группу из 45 косовских медицинских работников для помощи послевоенным репатриантам и лицам, пережившим пытки.
После более чем десятилетия лоббирования со стороны активисток, в том числе Фериде Рушити, выжившие имеют право на компенсацию как жертвы войны. Она ходатайствовала перед Бедри Хамзой, министром финансов, когда пошли слухи, что компенсация будет низкой. С февраля 2018 года пережившие изнасилование на войне могут получать ежемесячную компенсацию в размере 280 долларов.